# Heterodoassansia hygrophilae
Heterodoassansia hygrophilae är en svampart som först beskrevs av Thirum., och fick sitt nu gällande namn av Vánky 2006. Heterodoassansia hygrophilae ingår i släktet Heterodoassansia och familjen Doassansiaceae.   Inga underarter finns listade i Catalogue of Life.